# Itabuna
Itabuna, amtlich portugiesisch Município de Itabuna, ist eine Stadt im Südosten des brasilianischen Bundesstaates Bahia. Sie hatte bei der Volkszählung 2010 204.667 Einwohner, die Bevölkerung wurde zum 1. Juli 2020 auf 213.685 Einwohner geschätzt, die auf einer Gemeindefläche von rund 401 km² leben. Die Gemeinde liegt 450 Kilometer südlich von Salvador. Itabuna ist eine relativ junge Stadt und wurde erst 1910 aus einer um 1849 gegründeten Siedlung gegründet. Sie liegt landeinwärts in geringer Entfernung zur Hafenstadt Ilhéus.
Im Gegensatz zur Hauptstadt des Bundesstaates, Salvador da Bahia, das ein international anerkanntes Wirtschaftszentrum ist, liegt Itabuna in einer ländlichen Region, die wirtschaftlich in erster Linie von der Landwirtschaft lebt. Industrieanlagen sind hier eher schwach vertreten. Der Kakao- und Baumwollanbau hingegen ist eine stabile und zuverlässige Einnahmequelle aufgrund der verarbeitenden Industrien in Salvador da Bahia. Der Dienstleistungssektor hingegen erfuhr in den letzten Jahrzehnten ein kontinuierliches Wachstum.
In Itabuna sowie an der gesamten sogenannten Kakaoküste findet man verstärkt Hinweise auf afrikanische Einflüsse. Beginnend bei den Speisen, bis hin zur Sprache, die viele afrikanische Wörter aufgenommen und integriert hat. Zurückzuführen ist es darauf, dass der Hafen von Ilhéus ein beliebter Umschlagplatz für Sklaven war und viele Afrikaner nach dem Ende der Sklaverei blieben.
Bekannt ist Itabuna für das Jequitiba Plaza Center, ein Einkaufszentrum im Zentrum der Stadt, Treffpunkt der Jugendlichen.
Itabuna ist Sitz des Bistums Itabuna.

## Geschichte
Die Siedlung Itabuna begann sich im vorigen Jahrhundert auszudehnen, weil Viehtreiber die Fläche auf ihrem Weg nach Vitória da Conquista als Sammelpunkt nutzten. Die Region ist durch den Wasserfall des Flusses Cachoeira (deutsch: ‚Wasserfall‘) durchtrennt.
Eine stetige Ansiedlung erfolgte erst ab 1867, vor allem durch Migranten aus dem Bundesstaat Sergipe, darunter Sevirino Félix de Oliveira, der später als Félix Sevirino do Amor Divino bekannt wurde und durch seinen Vetter José Firmino Alves, dem die Gründung der Stadt Itabuna zugeschrieben wird. Felix Sevirino gründete am Stadteingang die Farm Marimbeta und heute gibt es noch eine Straße mit diesem Namen im Stadtbezirk Conceição.
In den darauffolgenden 30 Jahren ist das Wachstum derart stark vorangeschritten, dass die Einwohner ihre Unabhängigkeit als Stadt erklärten, welche aber von der Landesregierung im Bundesstaat Bahia abgelehnt wurde. Ein neuer erfolgreicher Versuch wurde im Jahr 1906 unternommen, nachdem ein bestimmtes Gelände für die Errichtung des Verwaltungssitzes verpfändet wurde.

## Söhne der Stadt
- Jorge Amado (1912–2001), Schriftsteller
- Léo Briglia (1928–2016), Fußballspieler
- Washington Cruz (* 1946), Bischof von São Luís de Montes Belos, Erzbischof von Goiânia
- Henrique Loureiro dos Santos (* 1986), Fußballspieler
- Jackson Caucaia (* 1987), Fußballspieler
- Alef Vieira Santos (* 1993), Fußballspieler
- Mateus dos Santos Castro (* 1994), Fußballspieler